# Cataloxia
Cataloxia é um gênero de traça pertencente à família Arctiidae.